# Suslic del Taure
El suslic del Taure (S. taurensis) és una espècie de rosegador esciüromorf de la família dels esciúrids. És endèmic de les Muntanyes del Taure a Turquia. Fou identificat per primera vegada com una espècie diferent al suslic oriental el 2007.